# Poine
Poine (grekiska Ποινη) var en gudinna eller en personifiering för hämnd, vedergällning, gottgöring och straffet för mord och dråp i den grekiska mytologin. Hennes latinska namn var Poena. Hon var dotter till Aither (luften) och Gaia (jorden).
Hennes namn är det samma som det grekiska ordet "poinê" som beskriver de blodspengar en mördare fick betala till sitt offers familj som en del av sitt straff.

## Osäkra föräldraskap
Ett klassiskt problem i den grekiska mytologin är föräldraskap. Det finns ofta lika många olika föräldrar som det finns versioner av myterna, och vissa karaktärer kan därför ha flera möjliga föräldrar. Följande mytologiska figurer kan Poine vara mor till:
- Erinyerna: Alekto, Megaira och Tisifone